# Kozağacı, Gündoğmuş
Kozağacı là một xã thuộc huyện Gündoğmuş, tỉnh Antalya, Thổ Nhĩ Kỳ. Dân số thời điểm năm 2011 là 81 người.